# Памашенер
Памашене́р (рос. Памашенер, марій. Памашэҥер) — присілок у складі Волзького району Марій Ел, Росія. Входить до складу Сотнурського сільського поселення.
Стара назва — Помашенер.

## Населення
Населення — 173 особи (2010; 160 у 2002).
Національний склад (станом на 2002 рік):
- марі — 99 %